# Matthias Ringmann
Matthias Ringmann (também conhecido como Philesius Vogesigena) (Eichhoffen, 1482 – Sélestat, 1511) foi um cartógrafo, poeta e humanista alemão.
A ele é creditado a primeira aparição do nome América, junto com Martin Waldseemüller, em Cosmographiae Introductio.
Nasceu em Eichhoffen (Alsácia) em 1482.